# Fernando Ramírez de Haro y Aguirre

Corona de grande de España

Fernando Ramírez de Haro y Aguirre (n. Madrid; 23 de agosto de 1976), X marqués de Villanueva de Duero, es un noble español.
Caballero de Malta, es hijo mayor de Fernando Ramírez de Haro, XVI conde de Bornos, grande de España y de Esperanza Aguirre y Gil de Biedma, grande de España y política española del Partido Popular.
El 12 de abril de 2000, su abuelo paterno, Ignacio Ramírez de Haro, XV conde de Bornos, le cedió el marquesado de Villanueva de Duero.